# Список умерших в 1158 году
В этой статье представлен список известных людей, умерших в 1158 году.
См. также: Категория:Умершие в 1158 году

## Январь
- 3 января — Анастасия Ярополковна — княгиня минская, дочь князя волынского Ярополка Изяславича и Кунигунды Орламюндской, жена минского князя Глеба Всеславича.

## Февраль
- 6 февраля — Фоскари, Гуарино — католический церковный деятель, кардинал-епископ Палестрины (1144—1158)

## Июль
- 16 июля — Вибальд из Ставло — аббат Ставло-Мальмеди и Корвея, секретарь императоров Лотаря III Саксонского и Конрада III.
- 27 июля — Жоффруа VI Анжуйский (24) — граф Анжу, граф дю Мэн (как Жоффруа II) и граф Нанта (как Жоффруа I) (1156—1158)

## Август
- 12 августа — Ансельм Хафельбергский — епископ Хафельберга (1126—1155), архиепископ Равенны (1155—1158)
- 20 августа — Рёгнвальд Оркнейский — ярл Оркнейских островов (1136—1158), скальд, святой Римско-Католической Церкви, мученик, инициатор строительства Собора Святого Магнуса. Убит.
- 31 августа — Санчо III Желанный — король Кастилии (1157—1158)

## Сентябрь
- 22 сентября — Оттон Фрейзингский — немецкий писатель, историк, автор сочинений «О двух государствах», и «Деяния императора Фридриха I», участник второго крестового похода.
- 24 сентября — Авраамий Мирожский — первый игумен Псковского Спасо-Мирожского монастыря, святой православной церкви, чудотворец.

## Декабрь
- 1 декабря — Хьюго[англ.] — епископ-кардинал Остии (1151—1158)
- 15 декабря — Фридрих II Берг[англ.] — архиепископ Кёльна (1156—1158)

## Дата неизвестна или требует уточнения
- Авраам бен Исаак из Нарбонны — раввин, еврейский законоучитель и каббалист.
- Аль-Мухтади ибн аль-Хади — 21-й исмаилитский-низаритский имам.
- Бартелеми де Джур[англ.] — епископ Лаона (1113—1151), на свои деньги восстановивший сгоревший Ланский собор, основавший аббатство Воклер 1134)
- Белладжи, Гвидо — католический церковный деятель XII века, кардинал-священник Сан-Кризогоно (1138—1158)
- Бернхард I Липпе — первый документально известный сеньор Липпе (1123—1158), считается основателем дома Липпе.
- Ибрахим II Богра-хан — тюркский правитель Самаркандского удела Караханидского каганата (1130—1132, 1141—1156).
- Людвиг I — первый достоверно известный граф Вюртемберга (1143—1158)
- Мило Селинкуртский — отшельник, затем настоятель монастыря (1123—1131), епископ Теруана с 1131 года, святой римско-католической церкви[1].
- Ода Брабантская[англ.] — отшельница, святая римско-католической церкви, преподобная[2].
- Рашбам — еврейский учёный, один из основателей школы тосафистов, внук Раши
- Сачен Кунга Нинбо[англ.] — первый из пяти почитаемых Высших Мастеров Сакья
- Роберт III[англ.] — назначенный князь Капуи (1155—1158)
- Эд — граф Ретеля (1124—1158), основатель второго Ретельского дома.